# Leucanopsis ishima
Leucanopsis ishima är en fjärilsart som beskrevs av William Schaus 1941. Leucanopsis ishima ingår i släktet Leucanopsis och familjen björnspinnare. Inga underarter finns listade i Catalogue of Life.